# Unitat tipificada
Una unitat tipificada serveix en estadística per comparar dades procedents de diferents mostres o poblacions. Les unitats tipificades mostren el nombre de desviacions típiques en què un valor donat se situa per sobre o sota de la mitjana és la seva mostra o població. S'usen també per comparar valors de diferents mostres o poblacions. Suposem que X és una valor procedent d'una mostra o població amb mitjana {\displaystyle {\bar {a}}} (o μ) i desviació típica {\displaystyle s} (o σ). Llavors el valor de x en unitats tipificades representat per z es defineix de la següent manera.
Unitats tipificades:
{\displaystyle z={\frac {x-{\bar {a}}}{s}}}

{\displaystyle z={\frac {x-\mu }{\sigma }}}

## Exemple
Un alumne A treu una puntuació de 85 en un examen les puntuacions tenen una mitjana de 79 i desviació típica de 8. Un alumne B treu 74 en un examen les puntuacions té mitjana de 70 i desviació típica de 5. Quin dels dos va obtenir una puntuació millor?
Les puntuacions tipificades dels alumnes A i B són respectivament:
{\displaystyle z_{a}={\frac {85-79}{8}}={\frac {6}{8}}=0,75}

{\displaystyle z_{b}={\frac {74-70}{5}}={\frac {4}{5}}=0,8}
Així l'alumne B ho va fer millor que l'A, encara que la seva puntuació de 74 és inferior a 85.